# جمال نصر الإسلام
جمال نصر الإسلام (بالبنغالية: জামাল নজরুল ইসলাম) و(بالإنجليزية: Jamal Nazrul Islam) هو عالم فيزياء ورياضيات شهير من بنغلاديش. عمل أستاذًا في جامعة جاتجام، وهو في نفس الوقت مديرًا لمعهد الأبحاث للعلوم الطبيعية والرياضيات RCMPS التابع لجامعة جاتجام. اشتهر كونه أول من فكر في مصير الكون في عام 1970 في وقت لم يكن من الواضح فيه بين العلماء هل مصير الكون الذي يتمدد حاليًا أن يتوقف عن الاتساع ثم الانهيار في هيئة الانسحاق الشديد (عكس الانفجار العظيم) أم أن مصير الكون التمدد والاتساع إلى مالانهاية.

## نشأته
ولد جمال نصر الإسلام في 24 فبراير 1939 بمدينة جنيداه. ودرس في المدرسة العليا في مدينة جاتجام وحصل لتفوقه على منحتين دراسيتين. ثم التحق بجامعة كلكتا بالهند لدراسة الفيزياء وحصل منها على درجة البكالوروس بدرجة الامتياز. ثم التحق بعد ذلك بكلية الثالوث بكامبريدج لمواصلة دراسته.

## حياته وتاريخ نبوغه
حصل جمال نصر الإسلام على الدكتوراه في الفيزياء من كلية الرياضة التطبيقية والفيزياء النظرية بجامعة كامبريدج عام 1964. ثم حصل على درجة الدكتوراه في العلوم DSc أيضا من جامعة كامبريدج عام 1982. واختير للعمل في قسم الفيزياء وعلم الفلك في جامعة ماريلاند من عام 1963 إلى عام 1965. وأصبح عضوا في التدريس في معهد علم الفلك النظري التالع لجامعة كامبريدج من 1967 - 1971. وكان أستاذا زائرا للفيزياء في معهد كاليفورنيا للتقانة بين عامي 1971 - 1972.
ثم اختير للتدريس في جامعة واشنطن قسم الفلك من 1972 -1973، وقام بتدريس الرياضة التطبيقية بكلية كينجز بلندن، قام بالبحث العلمي في جامعة كارديف بالمملكة المتحدة في الأعوام 175 - 1978. ثم اختير للتدريس في قسم الرياضيات في جامعة ذي سيتي يونيفرستي بلندن من 1978-1984. وهو يعمل الآن أستاذًا للفيزياء والرياضة البحتة في جامعة جاتجام ببنغلاديش.

## مناصبه العلمية
- من 1963-1965 عمل معيدا في جامعة ماريلاند
- من 1967-1971 عمل بمعهد علم الفلك بجامعة كامبريدج.
- من 1971 -1972 استاذا زائرا بمعهد كاليفورنيا بواشنطن.
- من 1972-1973 أستاذا في جامعة واشنطن.
- من 1973-1974 استاذا للفيزياء في كينجزكوليج، لندن .
- من 1975-1978 عضو مجلس البحوث العلمية بجامعة كارديف .
- من 1978-1984 تدريس الفيزياء والرياضة البحتة بجامعة سيتي يونيفرستي، لندن،
- عمل أستاذاً للفيزياء في جامعة جاتجام.

## وفاته
توفي في 16 مارس 2013م في جاتجام ببنغلادش عن عمر يناهز 74سنة.

## بعض مطبوعاته العلمية
- المجالات الدوارة في النظرية النسبية Rotating Fields in General Relativity. Cambridge University Press. 1985. ISBN:0521260825.,1985.
- النظرية النسبية الكلاسيكية Classical General Relativity: Proceedings of the Conference on Classical (Non-Quantum) General Relativity. Cambridge University Press. 1984. ISBN:0521267471., 1983.
- مقدمة لعلم الفلك الرياضي البحت An Introduction to Mathematical Cosmology. Cambridge University Press. 1992. ISBN:0521373859., 1992.
- المصير النهائي للكون The Ultimate Fate of the Universe. Cambridge University Press. 1983. ISBN:0521248140.,1983.
- السماء والتلسكوب Sky and Telescope.
- مصير الكون في المستقبل البعيد The Far Future of the Universe.

## جوائز
- حصل عام 1985 على جائزة أكاديمية بنغلاديش للعلوم
- حصل عام 1994 على الميدالية الوطنية للعلوم والتكنولوجيا
- حصل عام 2001 على جائزة إيكوشي باداك Ekushey Padak
- حصل على عضوية الأكاديمية العلمية في بنغلاديش

## اقرأ أيضا
- مصير كون يتمدد
- المصير النهائي للكون